# Diocesi di Ciudad Altamirano
La diocesi di Ciudad Altamirano (in latino Dioecesis Civitatis Altamirensis) è una sede della Chiesa cattolica in Messico suffraganea dell'arcidiocesi di Acapulco. Nel 2021 contava 997.640 battezzati su 1.043.000 abitanti. È retta dal vescovo Joel Ocampo Gorostieta.

## Territorio
La diocesi comprende la parte nord-occidentale dello stato messicano di Guerrero, ed una porzione minore di quello di Michoacán de Ocampo.
Sede vescovile è Ciudad Altamirano, dove si trova la cattedrale di San Giovanni Battista.
Il territorio si estende su una superficie di 16.000 km² ed è suddiviso in 42 parrocchie.

## Storia
La diocesi è stata eretta il 27 ottobre 1964 con la bolla Populo Dei di papa Paolo VI, ricavandone il territorio dalle diocesi di Acapulco (oggi arcidiocesi), di Chilapa (oggi diocesi di Chilpancingo-Chilapa), di Tacámbaro e di Toluca (oggi arcidiocesi).
Nel 1976 ha ceduto alla diocesi di Toluca i comuni di Sultepec e di Pozontepec nello Stato di Messico.
Originariamente suffraganea dell'arcidiocesi di Morelia, il 10 febbraio 1983 è entrata a far parte della provincia ecclesiastica di Acapulco.
L'11 ottobre 1985 ha ceduto un'altra porzione del suo territorio a vantaggio dell'erezione della diocesi di Ciudad Lázaro Cárdenas.
Il 21 dicembre 2014 il sacerdote Gregorio López Gorostieta, professore al seminario della diocesi, fu sequestrato da un gruppo armato e il suo corpo ritrovato senza vita quattro giorni dopo, suscitando l'indignazione di tutta la Chiesa messicana.

## Cronotassi dei vescovi
Si omettono i periodi di sede vacante non superiori ai 2 anni o non storicamente accertati.
- Juan Navarro Ramírez † (1º luglio 1965 - 18 agosto 1970 deceduto)
- Manuel Samaniego Barriga † (11 gennaio 1971 - 5 febbraio 1979 nominato vescovo di Cuautitlán)
- José Lizares Estrada (4 marzo 1980 - 31 gennaio 1987 dimesso[2])
- José Raúl Vera López, O.P. (20 novembre 1987 - 14 agosto 1995 nominato vescovo coadiutore di San Cristóbal de Las Casas)
- Carlos Garfias Merlos (24 giugno 1996 - 8 luglio 2003 nominato vescovo di Netzahualcóyotl)
- José Miguel Ángel Giles Vázquez † (19 giugno 2004 - 7 settembre 2005 deceduto)
- Maximino Martínez Miranda (7 luglio 2006 - 28 ottobre 2017 nominato vescovo ausiliare di Toluca[3])
- Joel Ocampo Gorostieta, dal 2 aprile 2019

## Statistiche
La diocesi nel 2021 su una popolazione di 1.043.000 persone contava 997.640 battezzati, corrispondenti al 95,7% del totale.
| anno | popolazione | popolazione | popolazione | presbiteri | presbiteri | presbiteri | presbiteri                | diaconi | religiosi | religiosi | parrocchie |
| anno | battezzati  | totale      | %           | numero     | secolari   | regolari   | battezzati per presbitero | diaconi | uomini    | donne     | parrocchie |
| ---- | ----------- | ----------- | ----------- | ---------- | ---------- | ---------- | ------------------------- | ------- | --------- | --------- | ---------- |
| 1966 | 290.000     | 300.000     | 96,7        | 35         | 35         |            | 8.285                     |         |           | 19        | 36         |
| 1968 | 349.000     | 350.000     | 99,7        | 39         | 39         |            | 8.948                     |         |           | 28        | 28         |
| 1976 | 345.000     | 350.000     | 98,6        | 38         | 38         |            | 9.078                     |         |           | 33        | 26         |
| 1980 | 550.000     | 557.000     | 98,7        | 39         | 39         |            | 14.102                    |         |           | 30        | 28         |
| 1990 | 654.000     | 682.000     | 95,9        | 45         | 42         | 3          | 14.533                    |         | 3         | 37        | 26         |
| 1998 | 650.000     | 676.000     | 96,2        | 53         | 50         | 3          | 12.264                    |         | 3         | 91        | 25         |
| 1999 | 660.000     | 690.000     | 95,7        | 55         | 52         | 3          | 12.000                    |         | 6         | 83        | 26         |
| 2002 | 538.535     | 633.250     | 85,0        | 63         | 58         | 5          | 8.548                     |         | 5         | 91        | 25         |
| 2003 | 676.100     | 690.000     | 98,0        | 61         | 57         | 4          | 11.083                    |         | 4         | 96        | 27         |
| 2004 | 863.000     | 890.000     | 97,0        | 63         | 58         | 5          | 13.698                    |         | 5         | 96        | 29         |
| 2006 | 885.000     | 913.000     | 96,9        | 78         | 71         | 7          | 11.346                    |         | 22        | 80        | 28         |
| 2013 | 943.000     | 980.000     | 96,2        | 71         | 67         | 4          | 13.281                    |         | 19        | 81        | 36         |
| 2016 | 945.099     | 988.002     | 95,7        | 71         | 67         | 4          | 13.311                    |         | 19        | 81        | 35         |
| 2019 | 973.600     | 1.018.000   | 95,6        | 70         | 70         |            | 13.908                    |         | 15        | 84        | 39         |
| 2021 | 997.640     | 1.043.000   | 95,7        | 72         | 72         |            | 13.856                    |         |           | 84        | 42         |